# Afrocarpus falcatus

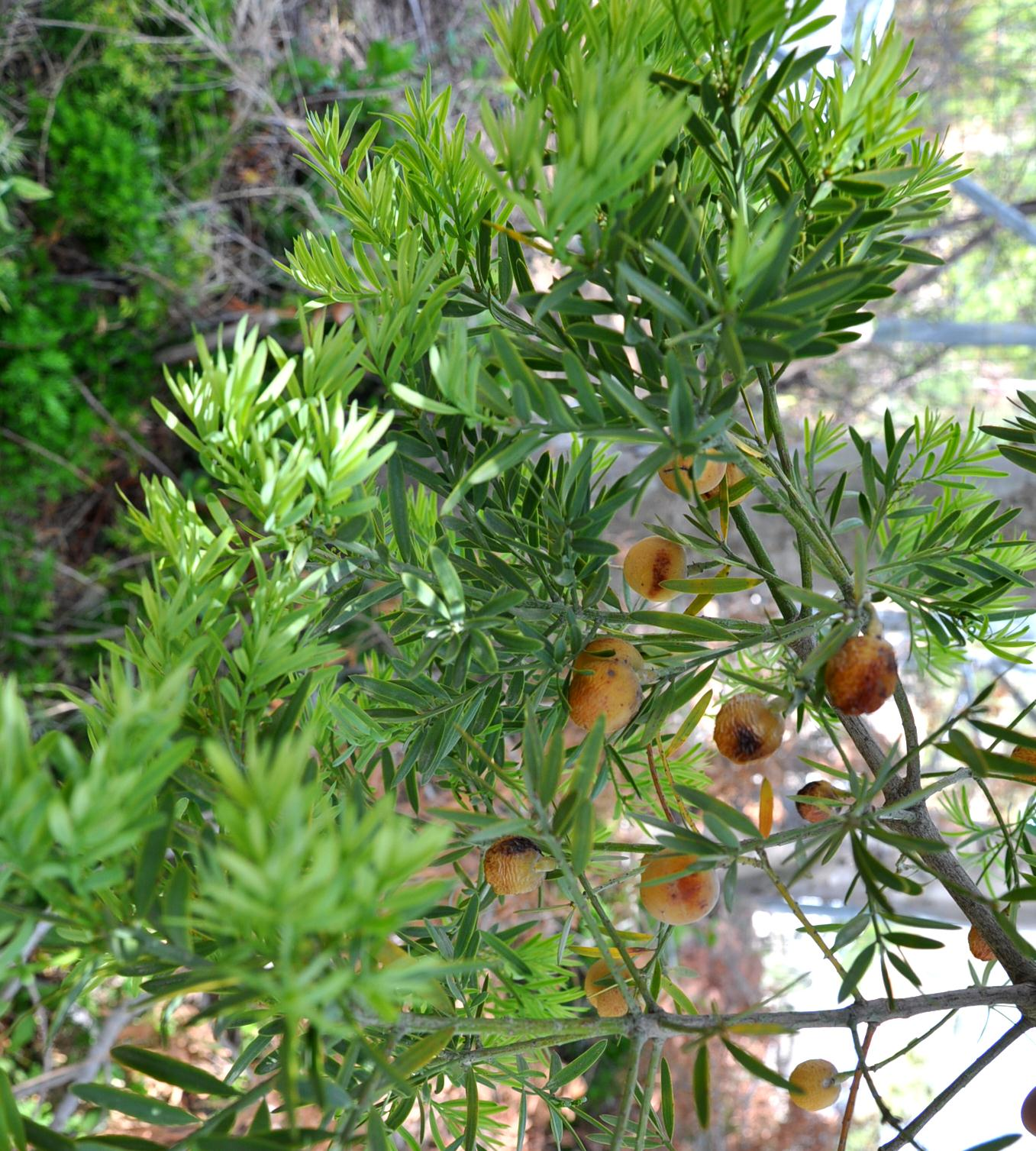
Část koruny

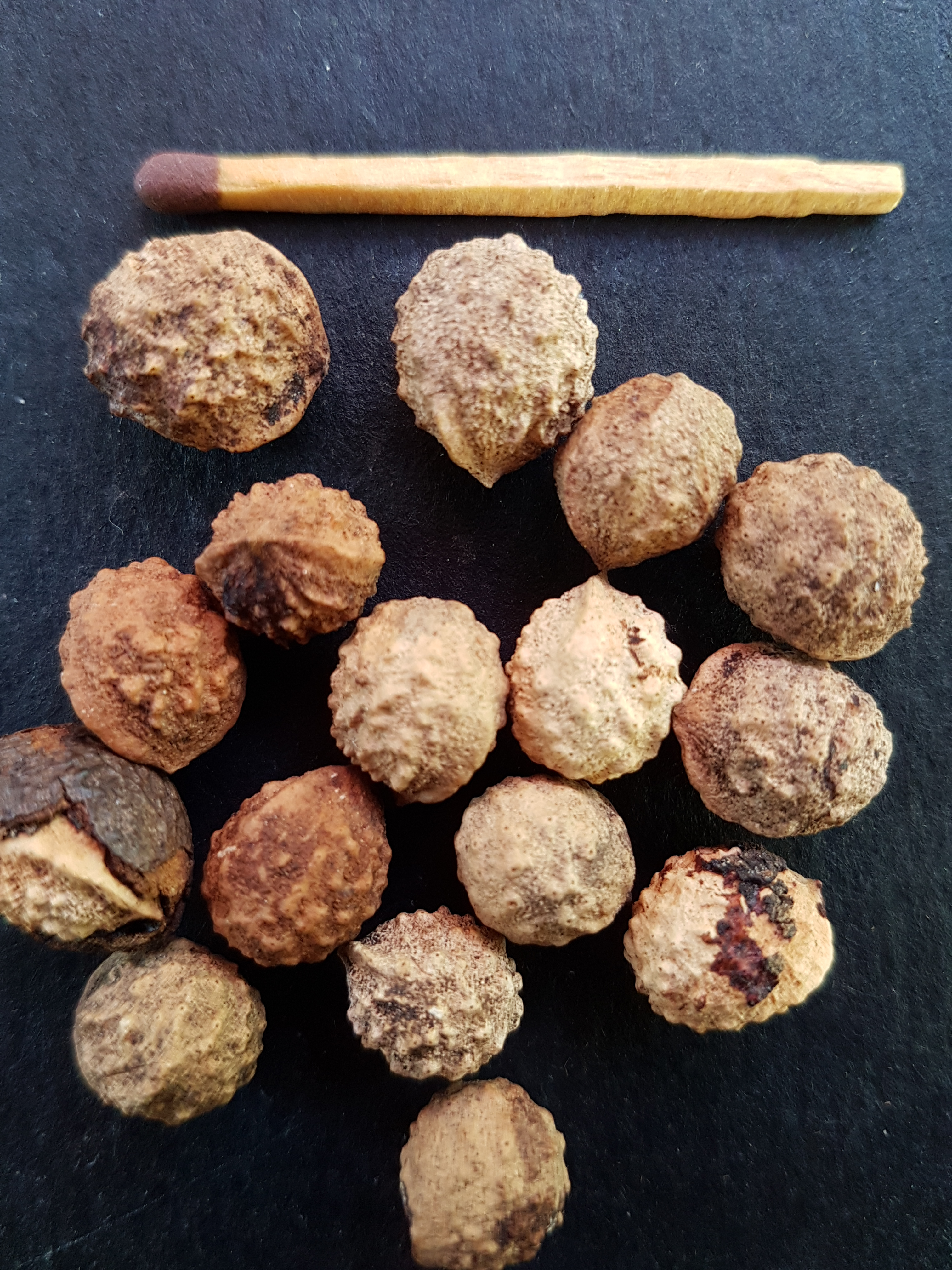
Semena

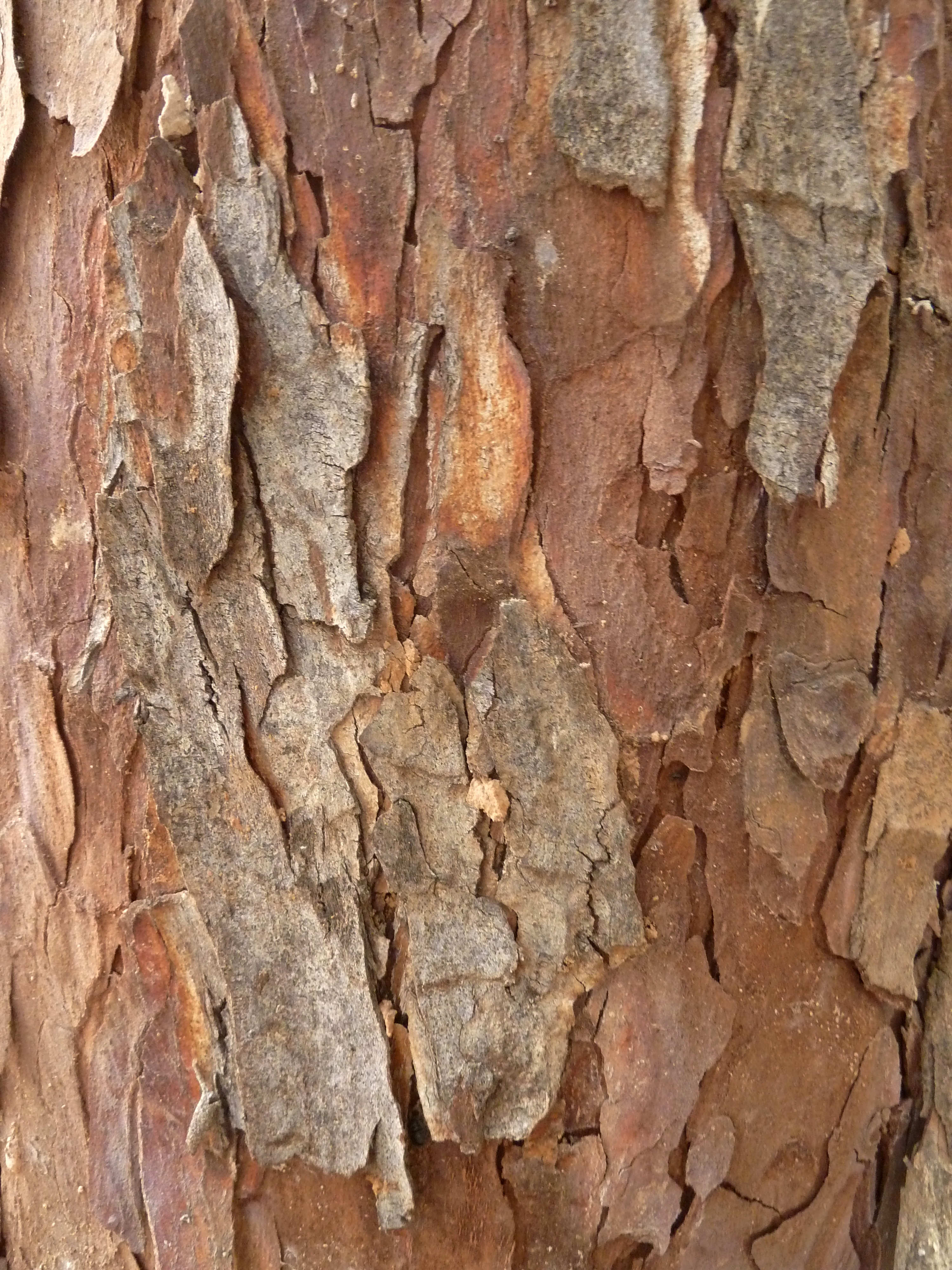
Kůra kmene

Afrocarpus falcatus je stálezelený jehličnatý strom, druh z nového rodu Afrocarpus z čeledi nohoplodovitých, jenž se vyskytuje převážně na jižní polokouli. Rod Afrocarpus vznikl v roce 1989 vydělením z rodu nohoplod (Podocarpus), morfologickým důvodem byla absence dužnatého obalu ve spodní části zralého semene. Později bylo vytvoření tohoto rodu podpořeno i molekulárními daty.

## Rozšíření
Tento druh má původní areál na jihovýchodě Afriky, který se rozkládá se od Malawi na severu přes Mosambik a Svazijsko až na jih do Jihoafrické republiky, ve které je rozšířen v provinciích KwaZulu-Natal, Východní Kapsko, Západní Kapsko, Severní Kapsko a Severozápadní provincie. Dřeviny vyskytující se severněji nad touto pomyslnou hranicí, tj. v Tanzanii, Ugandě, Keni, Súdánu a Etiopii, patří do jiného druhu, nejčastěji to bývá (Afrocarpus gracilior). Afrocarpus falcatus byl druhotně rozšířen nejvíce do přírody Madagaskaru a jihovýchodní Austrálie.

## Ekologie
Bývá obvykle součásti lesní vegetace na horských návětrných svazích v blízkosti mořského pobřeží. Pro zdárný růst potřebuje na živiny bohatou a dobře odvodněnou půdu, proto se přirozeně vyskytuje nejčastěji na písčitých půdách dobře zásobených humusem; nejlépe mu vyhovuje zemina s pH hodnotou 5 až 7. Je dlouhověkou dřevinou, v některých špatně přístupných místech se dochovali jedinci ve stáří údajně blížícím se k 1000 let. U tohoto druhu, obdobně jako u většiny stromů čeledě nohoplodovitých, se špatně určuje věk podle počtu letokruhů, neboť na průřezu kmene se na některých místech vyskytuje mnoho falešných a na jiných jsou letokruhy zase špatně zřetelné. Rychle rostoucí druh, který mívá na úrodných půdách v prvých 15 letech věku průměrný roční přírůstek až 1 m. Kůra poskytuje pouze chabou ochranu před ohněm a i slabší lesní požáry mají pro něj smrtelné následky. Na kořenech byla zjištěná přítomnost arbuskulární mykorhizy.
Afrocarpus falcatus bývá nejvyšší druh rodu, vzácně může dorůst do výše až 60 m. Vyskytuje se v pobřežních a horských lesích v nadmořské výšce od 1500 po 3000 m, na místech kde je průměrná roční teplota okolo 13 až 20 °C a průměrné srážky 1200 až 1800 mm. Snáší pokles teploty k bodu mrazu, ne však déletrvající sucho. Pyl v samčích šišticích dozrává od září do května a semena bývají zralá v období od prosince do ledna následného roku.

## Popis
Dvoudomý jehličnan vyrůstá v přírodě do výšky okolo 45 m, uměle pěstovaný je však vždy podstatně menší. Kmen je válcovitého tvaru, bývá tlustý 2 až 3 m a může být bezvětvý až do výšky 25 m, jeho kůra je v mládí tenká, hladká, šedivá až červenohnědá, později je drsná a odlupuje se v šupinách, koruna je hustá a má pyramidální tvar. Větvičky bývají tlusté do 1,5 mm, jejich terminální pupeny jsou 1 mm velké a mají úzce trojúhlé vnější šupiny. Listy jsou jednoduché, celistvé a vyrůstají převážně ve spirále, jsou dlouhé 2 až 5 cm, široké 3 až 6 mm a tmavě zelené či žlutavě zelené. Čepele jsou kožovité, slabě srpovitě zahnuté, úzce lineárně kopinaté až lineárně eliptické, mají krátký řapík zkroucený o 90°, na bázi jsou zúžené, na konci ostře špičaté, po obvodě jsou celokrajné a průduchy mají na obou stranách v řadách podél středního žebra. Nemají palisty.
Samčí i samičí šištice vyrůstají na rozdílných stromech. Samčí šištice mají tvar jehněd, jsou hnědé, dlouhé 0,5 až 1,5 cm, přisedlé nebo krátce stopkaté a vyrůstají po jedné až čtyřech z paždí listů, mají mnoho spirálovitě uspořádaných šupin, každá má dva pylové váčky. Samičí šištice konického tvaru vyrůstají osamoceně na koncích krátkých větviček, mají pouze jednu plodnou, široce obvejčitou šupinu asi 1,5 mm velkou, obsahující jediné vajíčko; strom je neprodukuje každoročně.
K oplodnění vajíčka dochází pylem přineseným větrem, vzniklý plod je kulovitý, má 1 až 2 cm v průměru, je šedozelený a ve zralosti žlutý až světle červenavě hnědý, trvá asi rok než dozraje. Má tvrdé, dřevnaté, vnější osemení, pod nímž je mastný aril (epimatium), který je pro lidi poživatelný (má však pryskyřičnou pachuť) a v něm je uloženo vlastní semeno. Hlavními rozptylovači semen jsou netopýři a po nich následují ptáci (zoborožci, turakové), opice (guerézy) a případně prasata i pozemní hlodavci, kteří vyjídají pryskyřičnou dužinu. Semena prošlá útrobami zvířat již obvykle neklíčí. Do jednoho kilogramu se vejde 500 až 1000 semen. Stromy začínají plodit od věku asi 10 let a to nepravidelně, nejčastěji v intervalech dvou až čtyř let. Samčí šištice mají zralá semena si rok po opylení. Klíčící semeno má dva děložní lístky.
Při rozmnožování semeny je nutno před vysetím rozlousknout dřevnaté osemení a odstranit dužinu, která obsahuje inhibitor klíčení. Je možné i množení řízky, které se sázejí v únoru nebo červenci. Mladý jedinec je po zakořenění odolný, při přesazování se nesmí poškodit hlavní kořen. Vysazuje se na plantáže s předpokladem skácení za čtyřicet až padesát let.

## Význam
Dřevo tohoto stromu je považováno za velmi kvalitní, má žlutou až žlutohnědou barvu v celém rozsahu, bez rozdílu mezi jádrem a bělí. Je tvrdé, neštípe se a vodě je odolné, je středně těžké, asi 430 až 560 kg/m³. Bývá napadáno termity, proto se doporučuje jeho konzervace. Je využíváno jako stavební materiál, pro zhotovení lodí i na železniční pražce, dělají se z něho podlahy, nábytek, vnitřní obložení, zemědělské nástroje, kádě, soustružené výrobky i rozličné dřevovláknité desky. Lze jej hoblovat a dá se dobře leštit, při zatloukání hřebíků má tendenci se štípat a doporučuje se proto předvrtání. Dobře se lepí, lakuje i barví, loupáním je možno z něj vyrobit kvalitní dýhu.
Protože dřevo nemá vůni zhotovují se z něj boxy pro potraviny. Je vhodným zdrojem palivového dřeva a jeho kůra obsahující asi 5 % taninu se používá k vydělání kůže. Strom bývá kvůli svému atraktivnímu vzhledu vysazován podél silnic i ve městech, je účinný pro ochranu před půdní erozi, používá se taktéž jako větrolam a nakonec i jako palivové dříví. Hustá koruna se často stává hnízdícím místem pro různé ptactvo.